# 탄자니아 인민방위군
탄자니아 인민방위군(스와힐리어: Jeshi la Ulinzi la Wananchi wa Tanzania, 영어: Tanzania People's Defence Force, TPDF)은 탄자니아의 군대이다. 1964년 9월에 전 식민지 군사력인 탕가니카 소총대의 반란 이후 설립되었다. 시작부터 새로운 TPDF의 군대에는 그들이 민간인 통제하에 있는 인민군이라는 것이 깊이 배어 있었다. 일부 이웃 국가들과는 달리 탄자니아는 쿠데타나 내전을 겪은 적이 없다.
TPDF의 임무는 탄자니아와 모든 탄자니아인, 특히 국민과 그들의 정치적 이념을 수호하는 것이다. 징집병은 2004년 현재 2년간 복무해야 한다.

## 역사

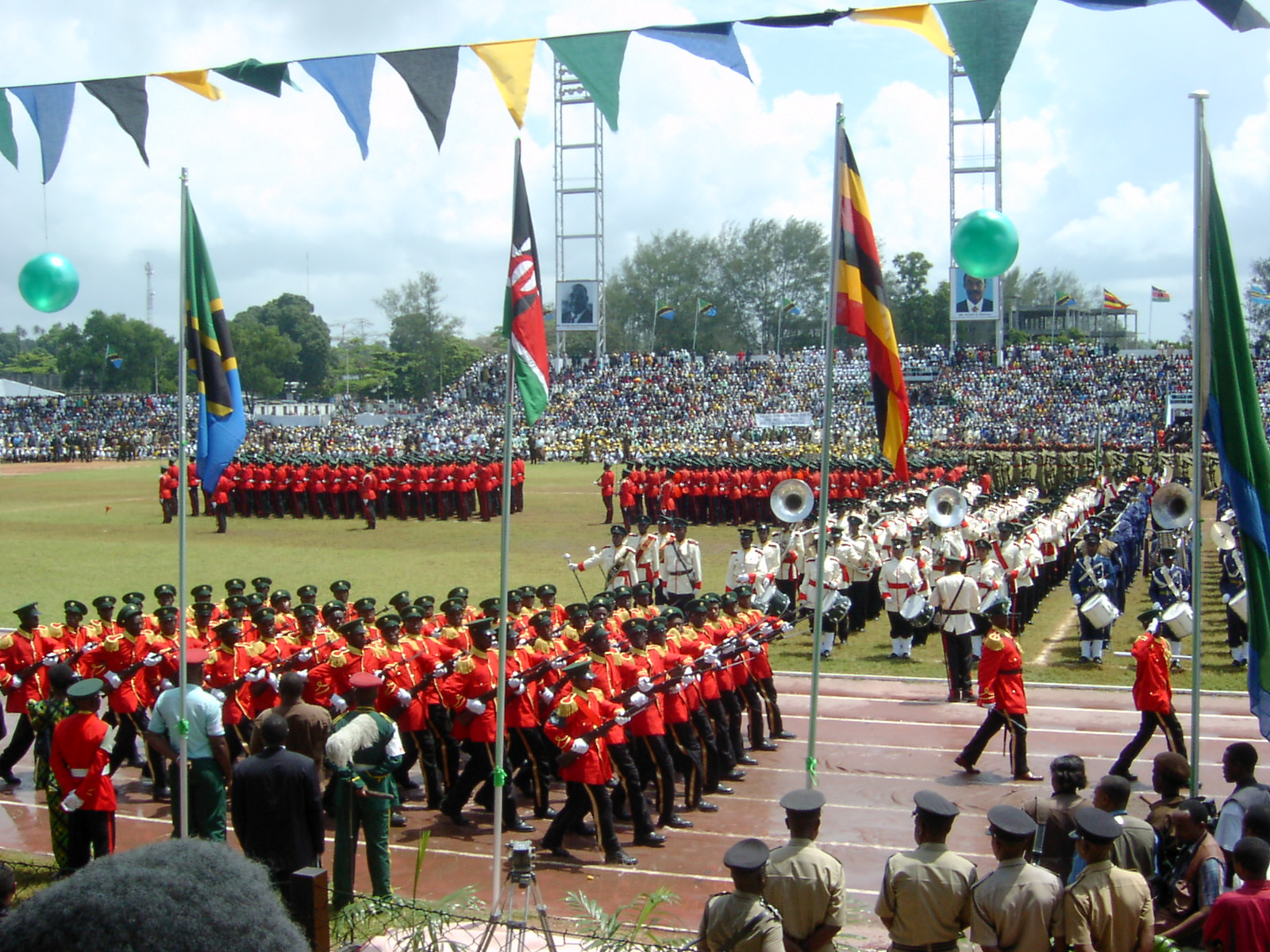
2004년 1월 12일, 잔지바르 혁명 40주년 기념

1964년 1월에 중단된 반란 이후, 기존의 군대는 해체되었다. 새로운 군대는 1964년 1월 25일부터 4월 26일까지 '탕가니카 군사군'이라는 이름이 붙었다. 탄자니아 정부는 이전의 영국 모델이 독립적인 아프리카 국가의 필요에 적합하지 않다고 결론 내렸다. 신규 신병은 탕가니카 아프리카 민족 연합 청년단에서 조달했다. 탕가니카와 잔지바르의 합병 이후, 그 군대는 1964년 4월 27일부터 통합 공화국 군사군으로 이름이 바뀌었다.
TPDF가 출범한 첫 몇 년 동안 육군은 해체된 2,000개의 강한 탕가니카 소총대보다 더 작았고, 공군은 매우 적었으며, 해군은 아직 구성되지 않았다. 새로운 TPDF는 1965년 8월까지 3개 대대를 나칭웨아, 다르에스살람에서 5마일 떨어진 콜리토 막사(현재 루갈로라고 불림), 타보라에 주둔시켰으며, 아직 완전히 통합된 약 1,000명의 잔지바리 부대는 없는 것으로 보인다. 그러나 육군은 1967년까지 4개 대대가 강했다.
1964년부터 1974년까지, TPDF는 1964년 중위에서 준장으로 진급하고 육군의 첫 사령관이 된 영국 육군사관학교 샌드허스트에서 훈련을 받은 므리쇼 사라키야에 의해 지휘되었다. 그는 1974년 압달라 트왈리포 소장에 의해 승계되었다. 트왈리포는 1975년에 여전히 소장이었지만, 1978년 (카플란, 1978년, 249년)에는 중장으로 진급했고, 그 후에는 소장으로 진급했다.
1972년 국제전략문제연구소(IISS)는 1만 명의 병력, 4개 보병대대, 20개 59식 주전차, 14개 62식 경전차, 일부 BTR-40과 BTR-152 장갑차, 그리고 소련 야전포와 중국 박격포를 보유하고 있다고 발표했다. '예비물이 부족했고 모든 장비가 사용 가능한 것은 아니었다.'

### 우간다-탄자니아 전쟁
1978년 10월, 우간다와 탄자니아 사이에 전쟁이 발발하여 국경을 넘어 여러 차례의 우간다 공격이 카게라 돌출부의 침공으로 끝을 냈다. 줄리어스 니에레레 대통령은 탄자니아가 전쟁을 위해 총동원을 명령했다. 몇 주 만에 탄자니아 군대는 4만 명 미만의 병력에서 경찰, 교도소 서비스 및 국가 서비스의 일원뿐만 아니라 약 4만 명의 민병대를 포함하여 150,000명 이상으로 확대되었다. 12월의 전투는 주로 국경을 따른 "참호전"으로 제한되었으며, 산발적인 충돌과 공습이 특징이다. 1979년 1월 초까지 모든 우간다 군대가 카게라에서 추방되었다.
니에레레는 탄자니아에서 우간다 군대에 의해 초래된 파괴에 대한 복수와 우간다 독재자 이디 아민에 대한 반란을 선동하기 위해 탄자니아 군대가 남부 우간다를 점령해야 한다고 결정했다. 탄자니아 사람들은 1979년 2월 중순에 그들의 공격을 시작했다. 데이비드 무스구리 소장은 TPDF의 20사단의 사령관으로 임명되었고 우간다로의 진격을 감독하는 임무를 맡았다. 수십 명의 우간다 군인들을 죽이고 그들의 많은 양의 자료를 파괴하면서, 그들은 꾸준히 전진했다. 마사카와 음바라라의 점령 이후, TPDF는 재편성하기 위해 멈추었다. 실라스 마윤가는 소장으로 진급했고 206여단과 민지로 여단으로 구성된 부대인 "태스크 포스"를 맡았는데, 이는 20사단으로부터 반자율적으로 운영될 것이었다. 20사단이 우간다 남동쪽에서 벗어나 그 나라의 주요 위치들을 공격하는 동안, 태스크 포스는 그 다음 몇 달 동안 우간다 서부로 진격했고 후방 방어 행동을 수행하는 우간다 군대를 참여시켰다.
20사단은 4월 11일, 캄팔라를 점령하고 아민 정부를 전복시켰다. 캄팔라의 몰락은 아프리카 대륙의 탈식민 역사상 최초로 아프리카 국가가 다른 아프리카 국가의 수도를 점령한 것을 기념한다. 이 전쟁은 탄자니아 군대가 수단과 자이르와 함께 우간다의 국경 지역을 점령한 후인 1979년 6월 3일에 끝났다. 일부 서방 군사 분석가들은 탄자니아의 승리를 우간다 군대의 붕괴 때문으로 돌리면서 TPDF가 대부분의 다른 아프리카 군대에 의해 패배했을 것이라고 주장했다. 다른 이들은 TPDF의 성공이 지난 몇 년간 아프리카의 군사 능력에 있어서 상당한 향상을 보였다고 느꼈다.

## 육군 사령부
육군 사령부는 육군에서 분리되었고, 육군의 작전을 운영하기 위해 공식적인 사령관이 임명되었다. 2013년에, 분리된 나머지 절반의 군대는 국방군 본부 사령부라고 불리는 군대의 모든 부서의 전략적 계획과 행정을 감독하기 위해 공식적으로 군대의 새로운 부서로 통합되었다.
2012년 현재, 육군은 점진적으로 현대화와 구조조정을 하고 있다. 재고의 많은 부분이 보관되어 있거나 신뢰할 수 없다.